# William Hamilton (peintre)
Pour les articles homonymes, voir William Hamilton et Hamilton.
William Hamilton (Londres, 1751 – Londres, 1801) est un peintre d'histoire et illustrateur britannique.

## Biographie

### Jeunesse et formation
William Hamilton naît de parents écossais à Chelsea, dans l'ouest de Londres, en 1751.
Son père étant assistant de l'architecte Robert Adam, ce dernier aide William Hamilton à voyager en Italie, où il étudie auprès du peintre Antonio Zucchi. Il est cependant « trop jeune » pour tirer un grand profit de sa résidence à Rome, et après son retour en Angleterre, il devient en 1769 un étudiant de la Royal Academy,.
Il se fait rapidement remarquer comme peintre de portrait et d'histoire,, et expose pour la première fois à la Royal Academy en 1774, où il présente King Edgar's first Interview with Elfrida (« Premier entretien du roi Edgar avec Elfrida ») ainsi que trois autres œuvres.

### Carrière
Entre 1780 et 1789, ses productions consistent principalement en des portraits, en particulier de personnages de théâtre, parmi lesquels il a peint un portrait en pied de Mme Siddons, avec son fils, dans le personnage d'Isabella. Il a également peint des arabesques et des ornements dans le style de Zucchi, ainsi que les panneaux pour les transports publics de Lord Fitzgibbon (aujourd'hui au Victoria and Albert Museum),.

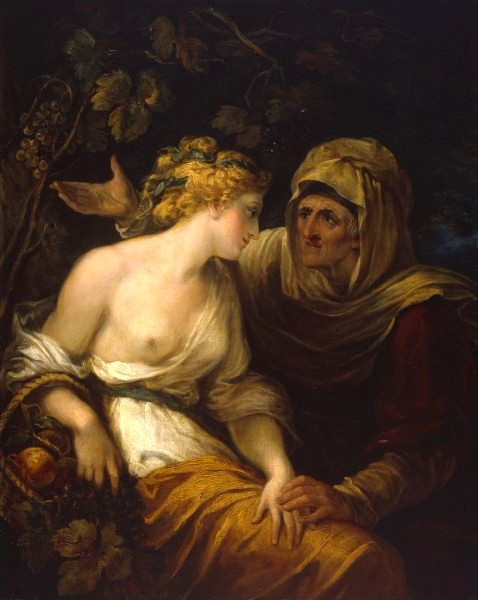
Vertumnus and Pomona (1789, Royal Academy).

En 1784, il est élu membre associé de l'Académie royale puis il devient académicien en 1789, en présentant sa pièce de réception Vertumnus and Pomona,.
Après cette date, ses œuvres ont souvent représenté des sujets de poésie, d'histoire ou religieux. Hamilton est particulièrement sollicité par John Boydell pour la réalisation du projet de la Boydell Shakespeare Gallery de 1791 à 1803 : lui, Richard Westall et Robert Smirke réalisent en effet les deux tiers de toutes les illustrations de l'ouvrage. Ces artistes sont aussi connus comme illustrateurs, alors que la majorité des autres artistes participant au projet le sont pour leurs tableaux. Selon Robert Edmund Graves et Samuel Redgrave, il ne réussit cependant pas à saisir ni l'esprit du dramaturge ni le personnage de l'époque,.
Il collabore à l'illustration de la Bible de Thomas Macklin — un projet qui ne verra la fin qu'à titre posthume — ainsi qu'à son projet de galerie de poètes — cent peintures illustrant des célèbres poèmes anglais que Macklin publie mensuellement sous forme de gravures entre 1790 et 1795 —, et à The History of England (en) (« L'Histoire de l'Angleterre ») de David Hume, éditée par Robert Bowyer entre 1754 et 1761, des ouvrages très appréciés par le public,,. Il illustre aussi les éditions de Francis Isaac Du Roveray du Paradis perdu de John Milton et Poems de Gray et Goldsmith. 

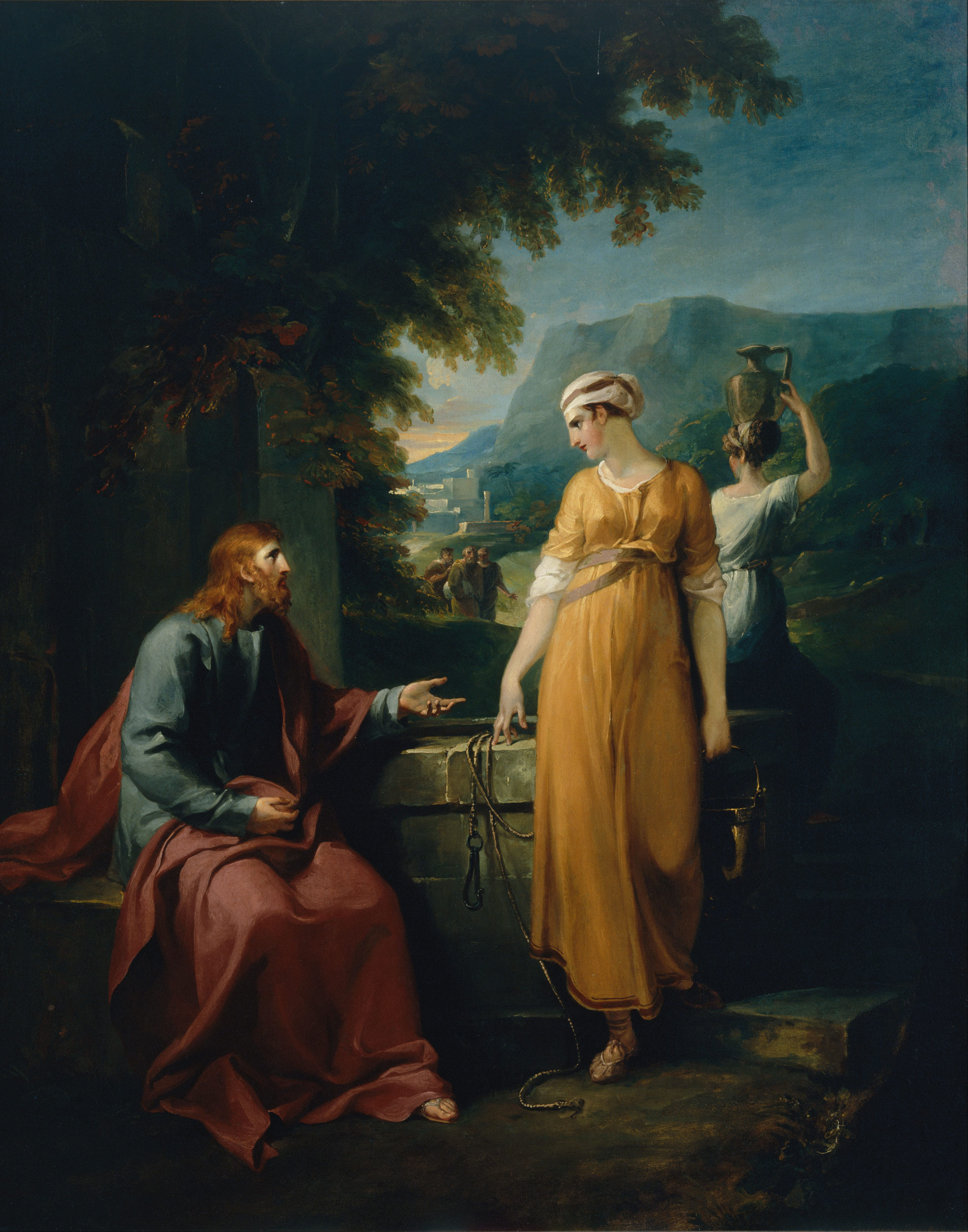
Christ and the Woman of Samaria (v. 1792, Galerie d'art de Nouvelle-Galles du Sud).

Parmi ses autres œuvres notables : Christ and the Woman of Samaria (« Le Christ et la femme de Samarie ») et The Queen of Sheba entertained at a Banquet by King Solomon (« La reine de Saba reçue au banquet du roi Salomon »), ce dernier étant un dessin pour une fenêtre exécuté par le peintre sur verre Francis Eginton (en) pour la grande salle à manger du château d'Arundel.
En 1799, Hamilton envoie à la Royal Academy Moses receiving the Law upon Mount Sinai (« Moïse recevant la Loi sur le Mont Sinaï »), et en 1801, il peint The Elevation of the Brazen Serpent in the Wilderness (« L'élévation du serpent à braise dans le désert ») et deux des séries exécutées pour la galerie de l'abbaye de Fonthill. Ses meilleurs dessins sont ceux destinés aux Seasons de Thomson (1797), gravée par Francesco Bartolozzi et un certain P. W. Tomkins. Il a également peint de nombreux portraits, notamment de personnages de théâtre ainsi que les panneaux pour les transports publics de Lord Fitzgibbon (aujourd'hui au Victoria and Albert Museum),.
William Hamilton meurt des suites d'une maladie à Dean Street (Soho), à Londres le 2 décembre 1801. Il est enterré à l'église Sainte-Anne (en) à Soho, où il y a une plaque à son nom.

## Réception de son œuvre

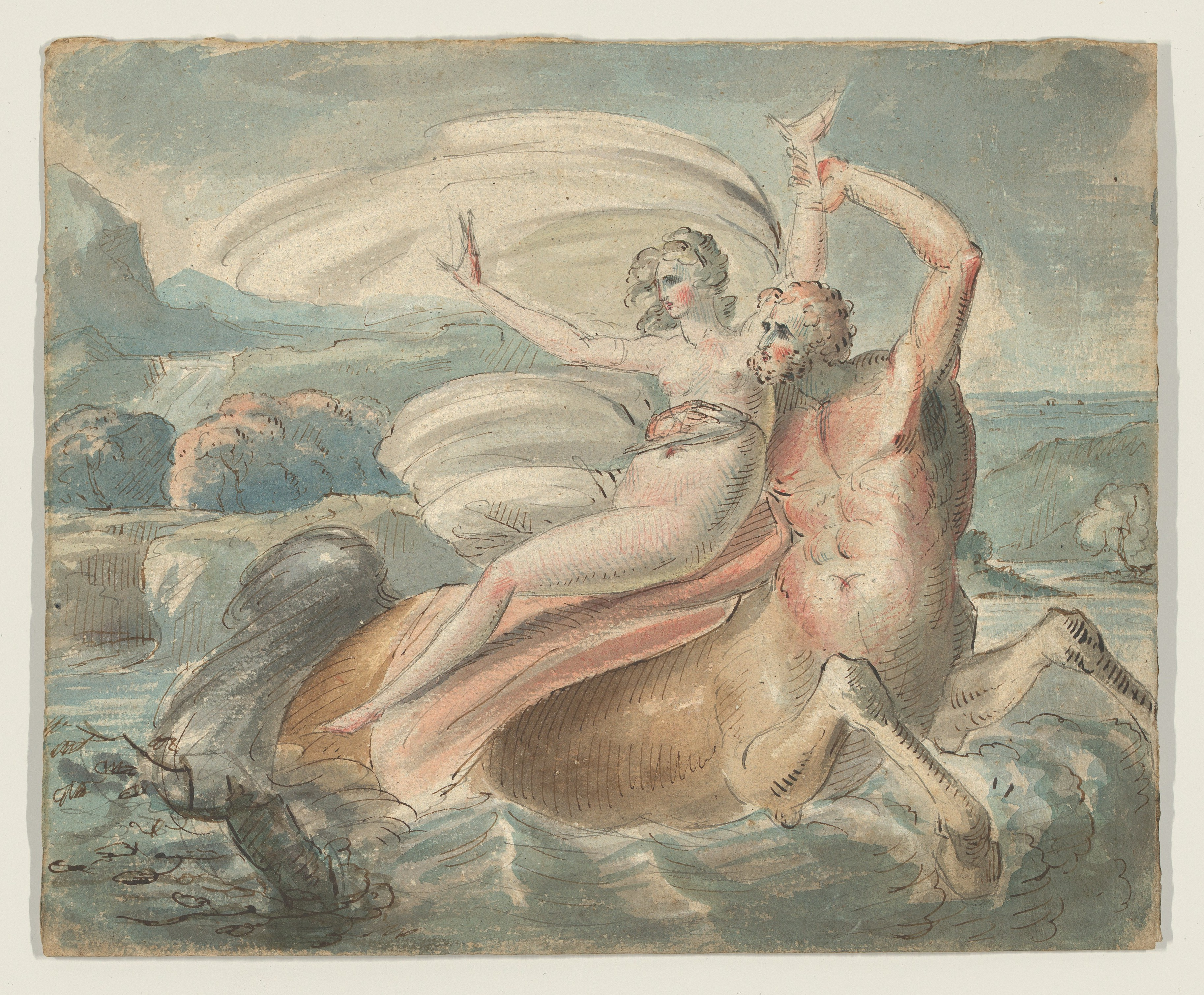
The Abduction of Deianira, plume et encre noire sur graphite, avec aquarelle (c. 1770–1780, Metropolitan Museum of Art).

Exposant régulier de l'Académie royale, il est populaire à son époque, et ses sujets très variés sont souvent gravées, notamment par James Caldwall (en),.
Michael Bryan estime que ses dessins en couleur peuvent être considérés « comme étant du meilleur goût ainsi que les plus efficaces dans ce style » ; Robert Edmund Graves en loue lui aussi le bon goût et la richesse des couleurs, mais regrette que leur composition soit « quelque peu théâtrale », tout comme celles de ses tableaux.
Pour sa part, si Samuel Redgrave concède lui aussi que certains de ses dessins à l'aquarelle possèdent « beaucoup de maîtrise et de mérite » et trouve son style « léger et joli », il estime qu'il lui manque toutes les caractéristiques essentielles de l'art historique, ajoutant que « ses personnages masculins sont efféminés et grands ; ses femmes, des poupées drapées dans le costume de scène, et sordides ».

## Conservation
On trouve deux aquarelles de lui dans le Victoria and Albert Museum : Eve and the Serpent (1801) et Gleaners (1796).
Son portrait du révérend John Wesley (1789) et gravé par James Fittler (en) est à la National Portrait Gallery.
Plusieurs autres institutions conservent des œuvres de William Hamilton, telles que la Royal Academy, la galerie d'art de Nouvelle-Galles du Sud, la Alte Nationalgalerie, le musée d'Art du comté de Los Angeles, le musée des Beaux-Arts de Houston ainsi que le Metropolitan Museum of Art.